# Marie-Jacques de Bréhant
Pour les autres membres de la famille, voir Famille de Bréhan.
Marie-Jacques de Bréhant, marquis de Bréhant, né à Saint-Brieuc en 1715 et mort à Paris en 1764, est un officier général de Louis XV. Il est inspecteur général de l'infanterie et maréchal de camp.

## Carrière
Marie-Jacques de Bréhant, issu de la branche aînée de la famille de Bréhan ou Bréhant, est nommé lieutenant-réformé au régiment de Nicolay-dragons en janvier 1724. Gentilhomme à drapeau à partir de février 1732 au régiment des Gardes françaises, puis deuxième enseigne en novembre 1733, il participe à l'attaque des lignes d'Ettlingen et au siège de Philippsbourg en 1734.
Premier enseigne en mars 1735, il combat en octobre suivant à Clausen. Sous-lieutenant en mars 1741, au début de la guerre de Succession d'Autriche, il fait la campagne de Flandre en 1742, et prend part à la bataille de Dettingen le 27 juin 1743. lieutenant en juillet 1743, il combat aux sièges de Menin, d'Ypres, de Furnes, et participe à la bataille de Fontenoy le 11 mai 1745, puis la même année aux sièges de Tournai, Oudenarde, Dendermonde et Ath.
Devenu marquis de Bréhant, il occupe le poste de colonel du régiment de Médoc le 1er décembre 1745 et commande ce régiment au siège de Namur et à la bataille de Raucoux le 11 octobre 1746. Passé à l'armée d'Italie, il contribue à la tête de son régiment à lever le siège d'Antibes et à repousser les ennemis au-delà du Var. Il obtient le grade de brigadier par brevet le 10 mai 1748 et est nommé colonel du régiment de Picardie le 25 août 1749.
Il est admis aux honneurs de la Cour en 1751.
Durant la guerre de Sept Ans (1756-1763), à la tête du régiment de Picardie, il contribue glorieusement à la conquête du Hanovre sous les ordres de son ami Chevert. Blessé lors de la bataille de Hastenbeck (26 juillet 1757), le marquis de Bréhant ayant tellement contribué par son exemple à la victoire d'Hastenbeck que la Cour qui, jusque-là, avait peu reconnu ses services, lui envoya un brevet de pension de deux mille livres. Bréhant répondit qu'il n'avait jamais désiré de récompenses pécuniaires et qu'il suppliait le roi de partager cette pension entre quelques officiers de son régiment, qui en avaient plus besoin que lui. On lui demanda alors les noms de ceux qui s'étaient distingués. Voici sa réponse telle qu'elle est rendue par Duclos qui l'avait lue : 
« Aucun de nous ne s'est distingué, tous ont combattu vaillamment et tous sont prêts à recommencer. Je suis donc obligé de donner la liste par ordre d'ancienneté. Quant à moi, ce que j'ai demandé jusqu'ici m'ayant été refusé, ce n'est pas après d'aussi faibles services que ceux du 26 qu'on peut se flatter d'obtenir. Je mets et fais consister, désormais, ma fortune dans l'estime et l'amitié des soldats que personne ne peut m'arracher ».
Le 25 mai 1758, il est créé inspecteur général surnuméraire de l'infanterie, puis devient inspecteur général de l'infanterie par commission le 18 janvier 1760.
Sa belle conduite lui vaut une pension qu'il refuse en demandant au roi de la répartir entre tous ses officiers dont il estime qu'ils n'ont pas moins mérité que lui.
Il devient maréchal de camp, par brevet du 20 février 1761.
Militaire d'un grand mérite, jouissant autant de l'estime de son souverain que de l'affection de ses soldats, c'est à lui que les vers du fameux Noël satirique de 1753 font allusion :
L'amour du militaire,

Monteynard et Bréhant,

Avec de Talaru, se tenaient à l'entrée;

Approchez-vous, leur dit Jésus,

Vous serez toujours bien venus,

Ici comme à l'armée.
Les vers suivants, publiés dans le Mercure de France au mois de juillet 1764, lui rendent également hommage :
O toi, dont la candeur égala le courage,

Héros dont les vertus avaient devancé l'âge,

Dont la France comptait et la tête et le bras,

Appui des malheureux, ami de tes soldats,

Bon père, heureux époux (et si bien fait pour l'être!)

Pour tout dire, en un mot, bon sujet d'un bon maître,

Bréhant, c'est toi qui meurs et dont le cœur gémit,

Comme a gémi Villars... de mourir dans ton lit...

Reçois du haut des cieux, si tu daignes m'entendre,

Et l'hommage et les pleurs que je dois à ta cendre.

D. L. P.

## Famille
Il épouse : 
1° Le 10 mars 1746 : Marie-Jeanne-Angélique Delpech de Chaumot (1724-1750), fille du financier Paul Delpech de Chaumot  et mère de Madeleine-Angélique-Charlotte de Bréhant (1750-1819), dame du Palais de la reine Marie-Antoinette. 
2° en 1755 Françoise Jeanne Taschereau, fille de Gabriel Taschereau de Baudry (1673-1755), maître des requêtes, lieutenant général de police de Paris, conseiller d'État, et Philippe Taboureau.